# Барділ
Барділ (помер у 358 році до н.е.) — цар дарданців, який об'єднав під своєю владою ряд племен Південної Іллірії.
Барділ був людиною низького походження, який захопив владу у результаті повстання. Він зміг консолідувати південних іллірійців і створити сильну армію, в якій ключову роль грали не місцеві аристократи, як раніше, а найманці.
Барділ вів агресивну зовнішню політику. Він наклав данину на Епір і почав успішну боротьбу проти Македонії. У 393/392 році до н.е. Барділ розграбував всю Македонію і навіть на час вигнав царя Амінта III, вимушеного вдатися до союзу з фессалійцями. У 383/382 році, ймовірно, пішло друге вторгнення, менш вдале. Цар Пердікка III у 359 році спробував перейти у наступ, але був вщент розбитий і загинув у бою разом з ще чотирма тисячами македонян. Тільки Філіппу II вдалося здобути перемогу над Барділом і укласти мир, за яким іллірійці пішли з Верхньої Македонії і відмовилися від частини територій у районі Ліхнідського озера. Родичка Барділа Аудата стала дружиною Філіппа.